# Garzern, Kappel am Krappfeld
Garzern je naselje v Občini Kappel am Krappfeld v Okraju Šentvid ob Glini na Koroškem v Avstriji.